# Margueron
Margueron är en kommun i departementet Gironde i regionen Nouvelle-Aquitaine i sydvästra Frankrike. Kommunen ligger i kantonen Sainte-Foy-la-Grande som tillhör arrondissementet Libourne. År 2022 hade Margueron 373 invånare.

## Befolkningsutveckling
Antalet invånare i kommunen Margueron
Referens:INSEE